# قرار مجلس الأمن التابع للأمم المتحدة رقم 397
قرار مجلس الأمن التابع للأمم المتحدة رقم 397، الذي اعتمد في 22 نوفمبر 1976، بعد النظر في طلب جمهورية أنغولا الشعبية للانضمام إلى عضوية الأمم المتحدة، أوصى المجلس الجمعية العامة بقبول أنغولا (الآن جمهورية أنغولا).
واعتمد القرار بأغلبية 13 صوتًا مقابل لا شيء، في حين امتنعت الولايات المتحدة و‌الصين لم تشارك في التصويت.